# A-70
A A-70 é uma via rápida circular da cidade de Alicante e pertence à Rede estatal de estradas de Espanha que é da tutela do Ministério do Fomento.

## Percurso
Inicia o seu percurso com o cruzamento com a AP-7 próximo de Campello, dirige-se em direcção a Alicante, cruzando pelas populações de Muchamiel e San Juan de Alicante, continua também na fronteira norte da cidade de Alicante passando entre esta e as populações da área metropolitana de Alicante como Villafranqueza ou San Vicente del Raspeig. Finaliza o seu percurso com o cruzamento desta via rápida com a A-31 que se dirige para Albacete e Madrid a partir de este cruzamento continua a via rápida mas já como A-7 em direcção a Elche e Murcia.